# Линии Боллинджера
Ли́нии (по́лосы) Бо́ллинджера (англ. Bollinger bands) — инструмент технического анализа финансовых рынков, отражающий текущие отклонения цены акции, товара или валюты.
Индикатор рассчитывается на основе стандартного отклонения от простой скользящей средней. Обычно отображается поверх графика цены. Параметрами для расчета служит тип стандартного отклонения (обычно двойное) и период скользящей средней (зависит от предпочтений трейдера).
Индикатор помогает оценить, как расположены цены относительно нормального торгового диапазона. Линии Боллинджера создают рамку, в пределах которой цены считаются нормальными. Линии Боллинджера строятся в виде верхней и нижней границы вокруг скользящей средней, но ширина полосы не статична, а пропорциональна среднеквадратическому отклонению от скользящей средней за анализируемый период времени.
Торговым сигналом считается, когда цена выходит из торгового коридора — либо поднимаясь выше верхней линии, либо пробивая нижнюю линию. Если график цены колеблется между линиями — индикатор не даёт торговых сигналов.

## Ширина линий Боллинджера
Индекс ширины линий Боллинджера — это численное выражение волатильности рынка, позволяющее выявлять её цикличность. Значение индекса равно двадцатидневному стандартному отклонению дневной цены закрытия, умноженному на четыре:
индекс ширины линий Боллинджера = (4 х 20-дневная сигма) : 20-дневная скользящая средняя, где сигма — стандартное отклонение цены закрытия за последние 20 дней.

## Связь с другими индикаторами
Полосы Боллинджера являются развитием идеи «конвертов» скользящей средней и Канала Кельтнера.
Различие между данными индикаторами состоит в методологии определения ширины полос.
В общем случае, из-за разных методик вычисления данной величины, торговые стратегии не коррелируются.